# イクイノックス
イクイノックス（欧字名:Equinox、2019年3月23日 - ）は、日本の競走馬・種牡馬。
キタサンブラック産駒として初の重賞制覇を果たし、その後GI・6連勝を達成した。2023年にはワールド・ベスト・レースホース・ランキングにおいてエルコンドルパサーのレーティング134ポンドを超える日本調教馬最高の135ポンドを獲得し、日本調教馬として史上2頭目の同ランキング単独1位となった。馬名の意味は「昼と夜の長さがほぼ等しくなる時」。
主な勝ち鞍は2022年・2023年の天皇賞（秋）連覇、2022年の有馬記念、2023年のドバイシーマクラシック、宝塚記念、ジャパンカップ。
2022年・2023年のJRA賞年度代表馬、2023年のワールドベストレースホースである。
2025年6月16日、顕彰馬に選出された。

## 血統・デビュー前
キタサンブラックの初年度産駒である。GIを7勝し、演歌歌手・北島三郎が実質的なオーナーである事からも注目を浴びた父を持ち、母はマーメイドステークスを制覇したシャトーブランシュ。その父は高松宮記念を制覇したキングヘイローである。
2019年3月23日、北海道安平町のノーザンファームで誕生。一口馬主法人シルクホースクラブから総額4000万円（一口8万円×500口）で募集され、ノーザンファーム早来で育成。厩舎長の桑田裕規によると、距離適性と馬体の成長面から、当時の目標としては父の制した菊花賞が据えられていた。その後、美浦トレーニングセンターの木村哲也厩舎に入厩した。

## 戦績

### 2歳（2021年）
デビュー前に木村の自厩舎所属騎手に対するパワーハラスメントの一件で略式命令を受けたため、JRAから調教停止処分を受けた事に伴い、2021年7月29日から10月31日まで岩戸孝樹厩舎に一時転厩している。従って後述の新馬戦は岩戸厩舎所属馬としてデビューしている。

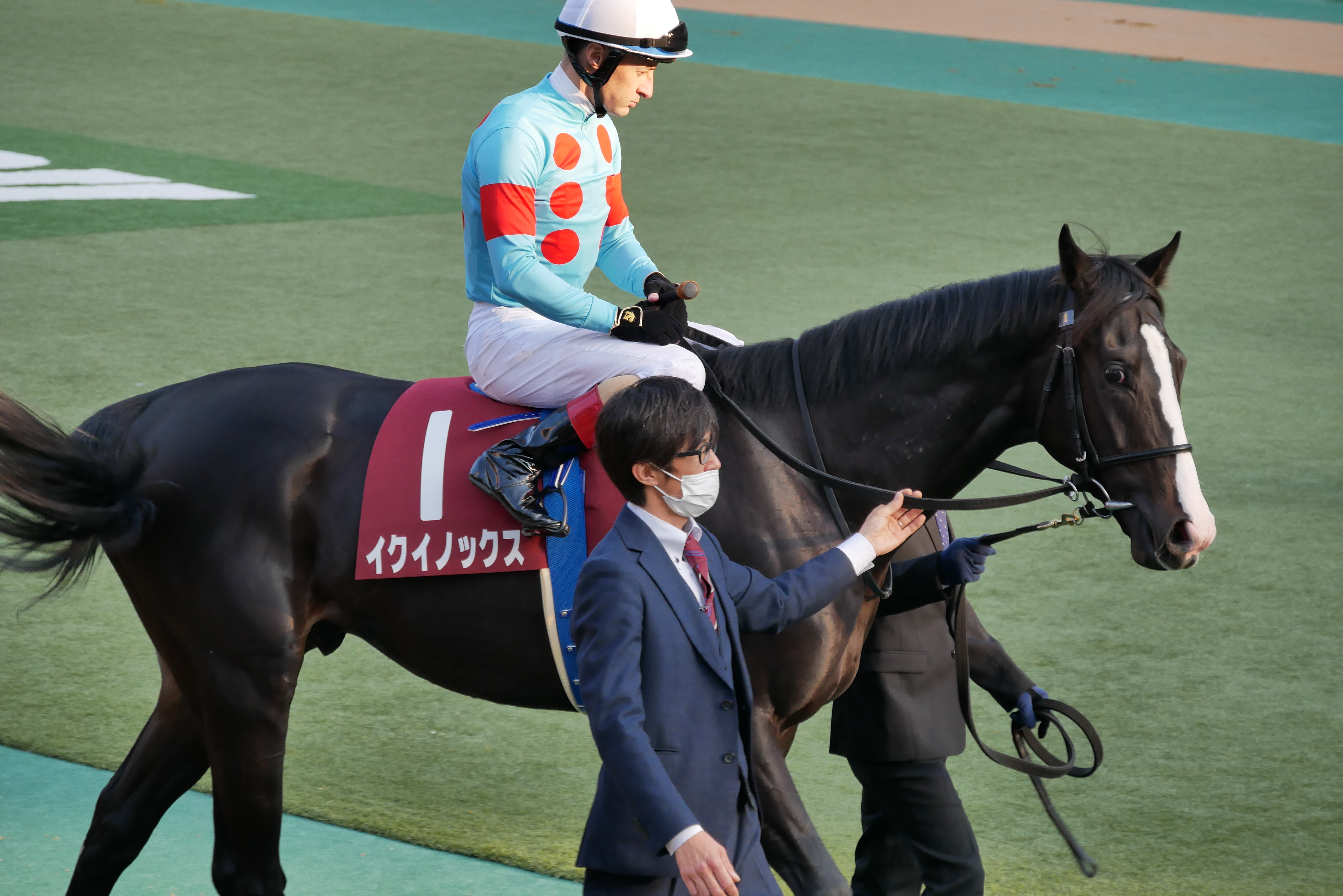
2021年東京スポーツ杯2歳ステークス

8月28日、新潟競馬場 (芝 1,800m) での2歳新馬戦でデビュー。クリストフ・ルメールを鞍上に迎えたレースでは、好位のインに控え直線で先頭に立ってサークルオブライフ、ウィルソンテソーロなど後続を突き放し、2着に6馬身差をつけ優勝した。本馬が見せた末脚は、長距離向きと見ていたノーザンファームの桑田を驚かせた。
木村厩舎に戻って初戦となる11月20日の東京スポーツ杯2歳ステークス (GII) では1番人気に支持されると、レースでは新馬戦と異なり後方馬群で待機、直線では上がり3ハロン32秒9の末脚で各馬を差し切って無傷の2連勝で重賞初制覇を果たすと共に、キタサンブラック産駒の重賞初制覇となった。

### 3歳（2022年）

#### 春クラシック競走

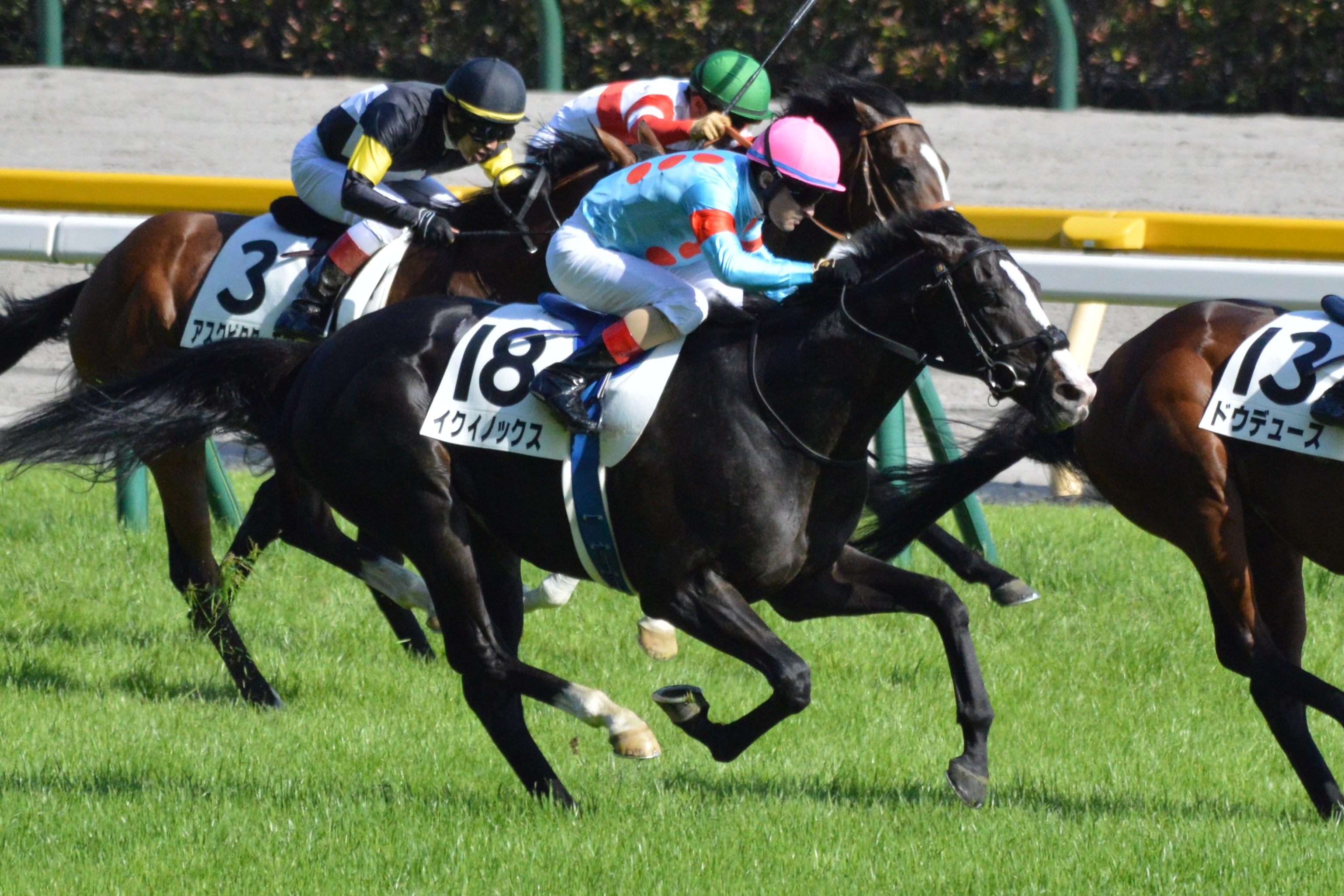
2022年東京優駿

予定通りトライアル競走を用いず、3歳初戦として中147日のローテーションで皐月賞に出走。前年のJRA賞最優秀2歳牡馬であるドウデュース、無敗で共同通信杯を制したダノンベルーガに次ぐ3番人気に推された。レースでは大外枠から中団につけ、勝負どころで好位の3番手につけ最後の直線へ。抜群の手応えで一度は他馬を突き放したが、最後は外から同厩舎のジオグリフに差され2着に敗れた。鞍上のルメールは「休み明けだったけど、すごくいい競馬はできた。外枠もあって壁を作れなかったけど、勝ち馬は作れたからね。でもダービーはビッグチャンスだと思う」と振り返った。
続いて、5月29日に行われた東京優駿（日本ダービー）に出走。皐月賞4着のダノンベルーガに次ぐ2番人気に推された。道中は後方3番手からレースを進める。最後の直線ではメンバー最速の上がり3ハロン33秒6の末脚で追い込むも勝ち馬ドウデュースにはクビ差及ばず、皐月賞に続いて2着に敗れた。鞍上のルメールは「直線は勝ち馬をマークして外に出して追いだしたら、（相手が）伸び返す形になってしまったかな」と振り返った。

#### 天皇賞・秋

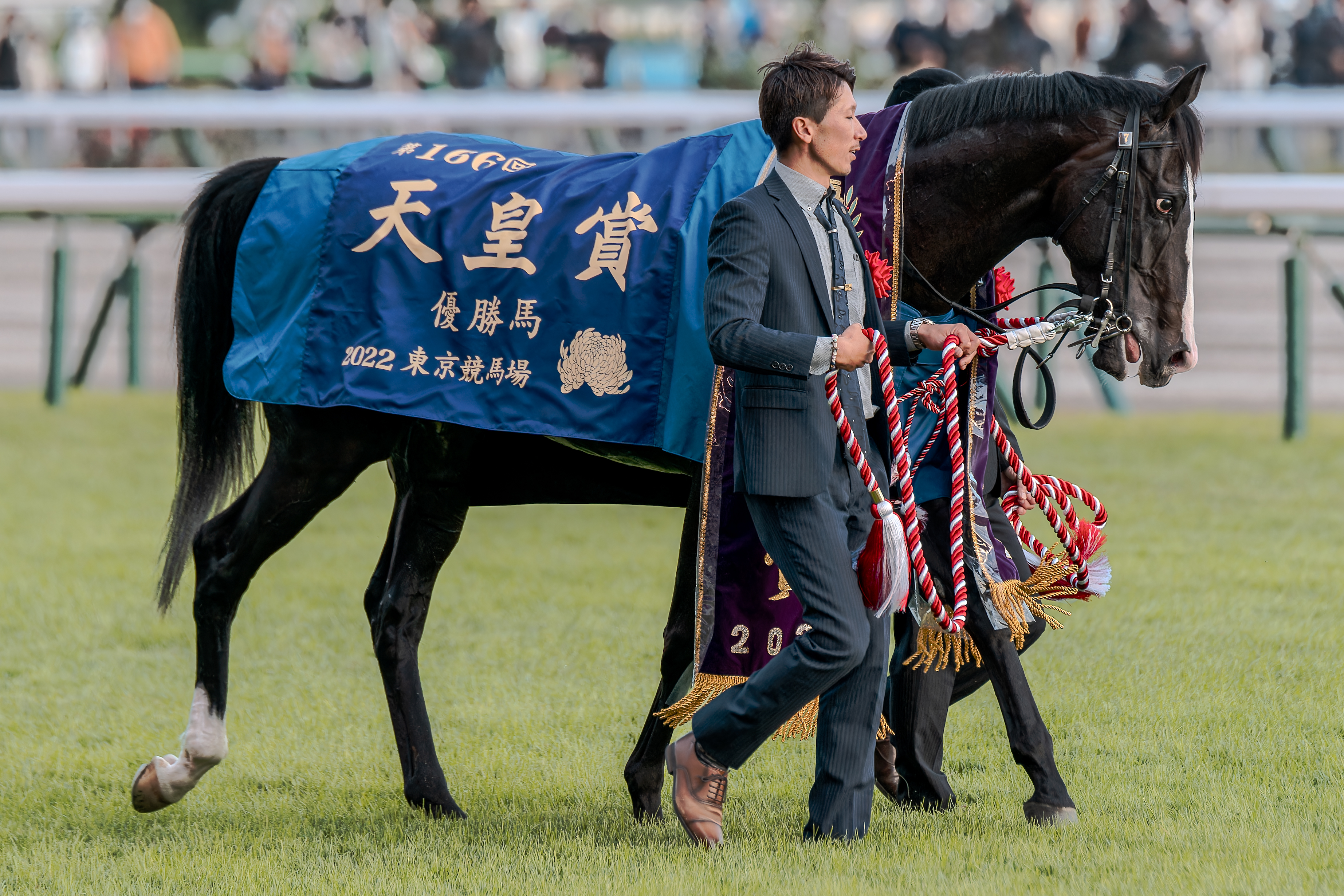
2022年天皇賞（秋）

次走として天皇賞（秋）に出走することを表明した。東京優駿出走後の左前脚のダメージについては、経過は良好とした。
10月30日、予定通り天皇賞（秋）に出走。1番人気に推され、好スタートを切ると、前半1000メートルを57秒4で通過するというハイペースで大逃げを図ったパンサラッサを追う形で馬群の中団を追走。最後の直線に入って鞍上のルメールがムチを入れると、逃げ粘るパンサラッサをゴール寸前で後方（ルメール曰く、パンサラッサとの差は約15馬身はあった）からやはりメンバー最速の上がり3ハロン32秒7という末脚を発揮し差し切って勝利。GI初勝利を飾った。天皇賞（秋）の3歳馬の勝利は前年のエフフォーリア以来2年連続、史上5頭目。キャリア5戦での天皇賞（秋）制覇は史上最短、前年のホープフルステークスから続いていた平地GI競走の1番人気の連敗記録を16連敗で止めるなど、記録ずくめの勝利となった。キタサンブラック産駒はGI初制覇で、史上4組目の天皇賞（秋）父子制覇を達成した。レース後、インタビューでルメールは「春はアンラッキーだったけど、今日は本当のイクイノックスを見せることができた」「今回が彼の最初のGIですが、これが最後ではない。改めてこれからもGI取れると思います」とコメントした。

#### 有馬記念

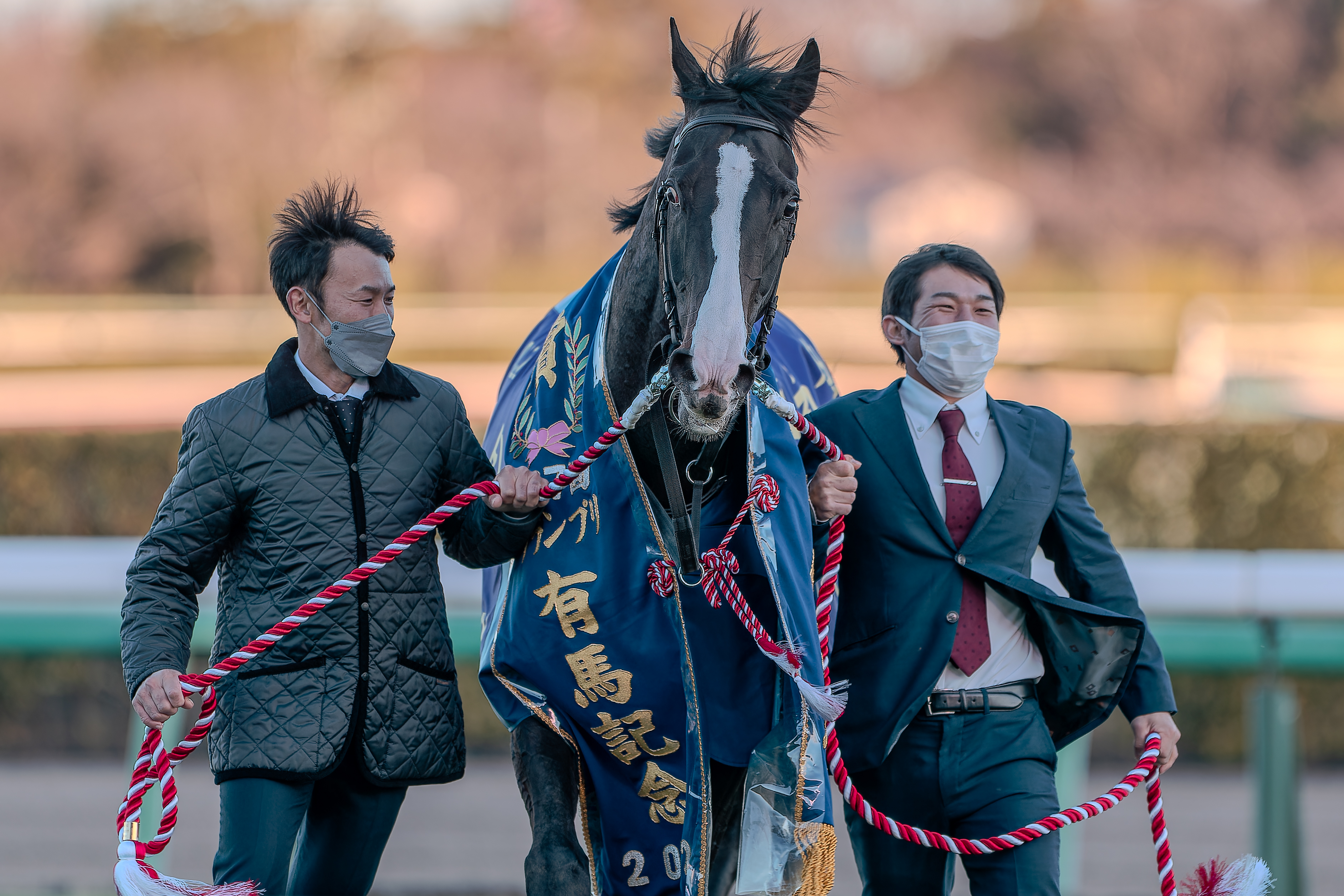
2022年有馬記念

次走として有馬記念に出走すると表明した。ファン投票でも多くの票を集め、第1回中間発表、第2回中間発表で共に3位の票数を獲得し、最終結果発表でも294,688票を集め3位となった。
12月25日、予定通り有馬記念に出走。単勝2.3倍の1番人気に推された。レースがスタートすると、タイトルホルダーを先頭にそれを追う形で馬群中団のやや後方を追走。3コーナー手前の辺りで外めにつけて動き始め、4コーナーを回って持ったまま上昇。最後の直線に入ってムチを入れると加速していき、他馬の追随を許さず優勝。3歳馬の有馬記念制覇は前年のエフフォーリア以来2年連続、史上21頭目。3歳馬の天皇賞（秋）、有馬記念制覇は前年のエフフォーリア以来2年連続、史上3頭目。キャリア6戦での有馬記念制覇は史上最短。キタサンブラックとの父子制覇を達成した。なお、2着に菊花賞2着のボルドグフーシュが入り、3歳馬がワンツーフィニッシュを飾った。これは1994年ナリタブライアン（1着）→ヒシアマゾン（2着）以来28年ぶりで、1984年以降では2例目となった。
翌年1月17日、国際競馬統括機関連盟が「ロンジンワールドベストレースホースランキング」を発表した。イクイノックスは天皇賞（秋）と有馬記念の勝利と、年度代表馬に選出された功績が評価され、オーストラリアのネイチャーストリップに並ぶレーティング126ポンド、第3位タイに位置付けられた。なお、1位にアメリカのフライトライン、2位にイギリスのバーイードが選定されているが、両者共に既に引退しているため、現役の競走馬としては世界最強馬に認定された。

### 4歳（2023年）

#### ドバイシーマクラシック
次走（始動戦）として事前に予備登録していたドバイシーマクラシックに出走すると表明した。本馬にとっては初の海外戦となる。後日ドバイシーマクラシックの招待を受け、これを受諾。正式に出走することとなった。鞍上は主戦騎手であるクリストフ・ルメールが引き続き務める。
3月25日（日本時間：3月26日）、予定通りクリストフ・ルメールを背にドバイシーマクラシックに出走。レースがスタートすると、好スタートから初めてハナを切って先陣を切る。最後の直線に入っても楽な手応えで、そのままムチを入れることなく他馬を突き放して優勝。鞍上のルメールは残り100mで後ろを振り向いて勝利を確信し、ゴール板直前で追うのをやめガッツポーズまでしたにもかかわらず、2着のウエストオーバーに3と1/2馬身差をつけ、勝ち時計2:25.65は従来のレコードを1秒も縮めるレコードタイムであった。また、キタサンブラック産駒は海外GI初制覇を達成した。レースの後にルメールは「彼が最高な馬なのは知っていた。自分でペースを作れてハッピー」、「僕がこのレースを勝つのは、2週間前に亡くなったハーツクライ以来。彼に敬意を表する機会を与えてくれたイクイノックスに感謝したい」と述べた。
4月14日、ロンジンワールドベストレースホースランキング（2023年1月1日から4月9日までの世界の主要レースを対象）が発表され、イクイノックスは2着馬に3馬身1／2差をつけコースレコードで逃げ切ったドバイシーマクラシックの内容が高く評価され、レーティングは129ポンドで第1位となった。日本調教馬がランキングで単独トップとなるのは2014年のジャスタウェイ、2016年のエイシンヒカリ以来3頭目の快挙となった。

#### 宝塚記念

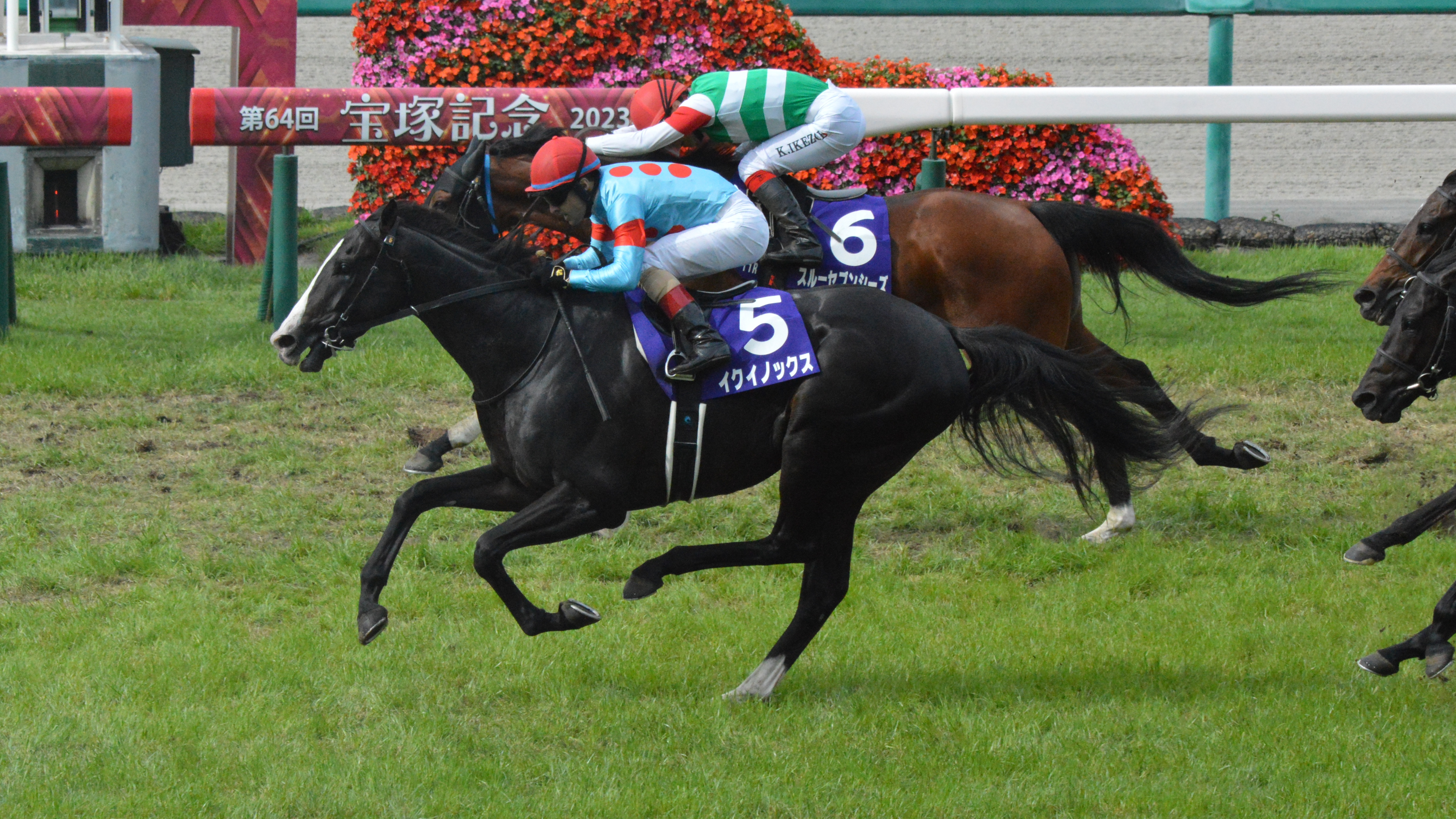
2023年宝塚記念

次走として宝塚記念に出走すると表明した。鞍上は引き続きクリストフ・ルメールが務める。秋は外国遠征のプランもあったが、最終的にジャパンカップを目標とすることも発表した。宝塚記念のファン投票は5月18日に始まり、その直後から多数の票を集め、第1回、第2回中間発表で最多の票数を獲得し、最終発表ではファン投票が始まって以来歴代最多となる216,379票を獲得しファン投票1位の座を勝ち取った。
6月25日、予定通り宝塚記念に出走。スタートは躓いてバランスを崩したが、持ち直して後方2番手から追走。3コーナー手前から外目について動き始め、4コーナーを回って外から抜け出し、上り最速の末脚で追い込んできたスルーセブンシーズの追撃をクビ差凌いで優勝、GI4連勝とした。父のキタサンブラックは現役時代に宝塚記念を勝利することがなかったが、産駒である本馬がリベンジを果たすことに成功した。
これにより、史上16頭目の有馬記念と宝塚記念の秋春グランプリ制覇を成し遂げたほか、史上21頭目となるJRA獲得賞金10億円を突破した。キャリア8戦目での10億円突破は史上最速。
また、騎乗したルメールはJRA・GI通算45勝目、木村調教師は同GI5勝目を挙げた。

#### 天皇賞・秋連覇

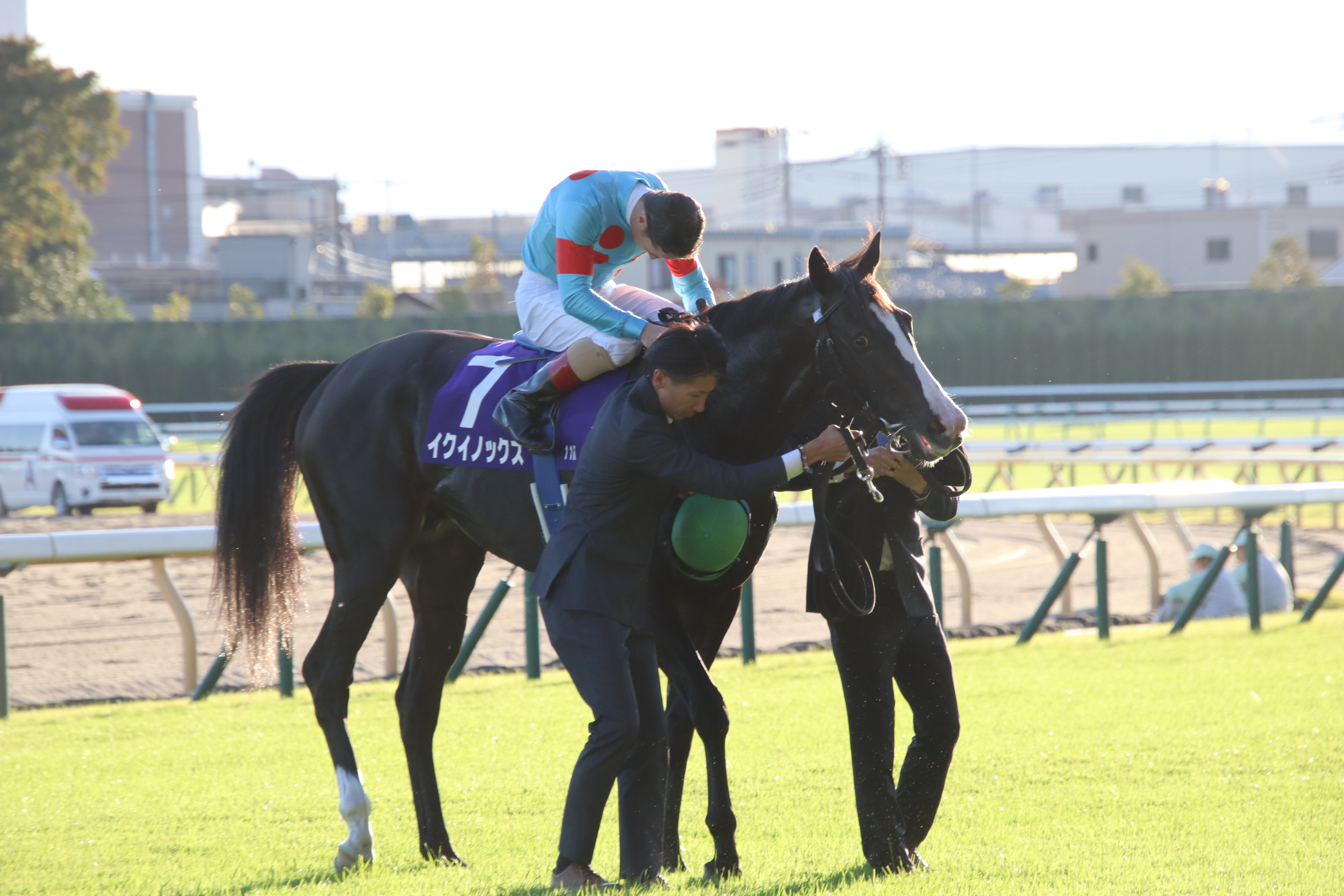
天覧競馬となった天皇賞（秋）優勝後、天皇・皇后の前で騎乗したまま敬礼するルメール

次走として連覇のかかる天皇賞（秋）に出走すると表明した。
10月12日、ロンジンワールドベストレースホースランキング（2023年1月1日から10月8日までの世界の主要レースを対象）が発表され、イクイノックスはレーティングは129ポンドで変わらず世界第1位となった。
10月29日、予定通り天皇賞（秋）に出走。好スタートを切ると前半1000mを57秒7で逃げるジャックドールを追う形で先頭から3番手を追走。最後の直線に入ると先頭を走っていたガイアフォースを並ぶまもなく交わすと、最後に追ってきたジャスティンパレスの追撃も振り切りって勝ち時計1分55秒2というレコード記録で勝利。GI5連勝、史上3頭目となる天皇賞（秋）連覇を達成した。ジャックドールによる前半1000m通過57秒7という数字は、前年（2022年）のパンサラッサの大逃げによる同57秒4とコンマ3秒しか違わず、前年度と同じように全体的にタフな流れであった。前年と同じようなレース展開に対して、イクイノックスは、昨年は中団馬群の後方から追い込み勝利したのに対し、今年はジャックドール、ガイアフォースの後ろの3番手でレースを進めた。イクイノックスが直線半ばで先頭に立ったのと対照的に、直後にいたドウデュース（7着）やヒシイグアス（9着）らは失速し後方へ下がった。2着のジャスティンパレス、3着のプログノーシスは最後方にいた2頭であり、本来は典型的な追い込み決着となるはずであったレースにおいて、イクイノックスだけが先行して勝利したことから、よりイクイノックスの強さが際立つレースとなった。このレースの進め方に関して、鞍上のルメールは「イクイノックスの（背中の）上だと普通のペース。彼は跳びが大きくて、スムーズな走り方をする。全然力を使っていないから、3番手でもオーバーペースだとは思わなかった」と述べ、イクイノックスにとってこの度のレースは通常通りの走りであったことが説明された。
また走破タイム1分55秒2は、1999年にクリスタルハウスがチリで記録した1分55秒4を上回り、広く「世界レコード更新」と認識された。レコードタイムにも目がいきがちであるが、1600ｍ地点でのタイム（1分32秒1）はソングラインが制した同年の G1 ヴィクトリアマイル（東京 芝 1600ｍ）より0.1秒早く、1800m地点のタイム（1分43秒5）はサリオスが記録した2022年の G2 毎日王冠（東京 芝 1800ｍ）のレコードタイム（1分44秒1）をも0.6秒上回るタイムであった。
鞍上のクリストフ・ルメールはレース後のインタビューで「安心しましたね。イクイノックスは世界一の馬ですから。世界のみんなが彼の競馬を見たかったと思う。イクイノックスの強さを見せられました」、「イクイノックスは全部を持っている馬。スタートからいいポジションが取れるし、その後冷静に走れて、いい脚で伸びてくれる。スタミナもある。完璧な馬です」とイクイノックスを称賛した。また、「彼はまだ強く、タフになれる。この秋はイクイノックスのピークに持っていけると思う」とさらに強くなる可能性があるとした。
天皇賞（秋）を勝利したことにより、JRA総獲得賞金は12億5269万2000円となり、コントレイルを抜いて歴代10位となった。さらに、ドバイシーマクラシックの分（約4億6000万円）も含めると総獲得賞金は17億1158万2100円となり、オルフェーヴルを抜いて歴代6位となった。また、父キタサンブラックも天皇賞3勝を挙げており、親子ともに天皇賞2勝以上は史上初の快挙となった。なお2023年時点で天皇賞（春）のレコードと天皇賞（秋）の優勝タイム最遅記録はキタサンブラックが持っており、2023年秋の時点では天皇賞レコードを親子で独占する形となった。
イクイノックスの生産者であるノーザンファームの吉田勝己代表は「あの時計を見て驚きました。恐ろしい。下見所で見ていて馬がさらによくなっていると感じました。これ以上があるのか、と。前半57秒7で行って後半は57秒5でしょ。ありえないですよ。常識から外れています」と驚愕している。元騎手の安藤勝己は、「スピードはともかくスタミナがとんでもない。宝塚記念は6分くらいの仕上がりだったんやろな」と分析し、イクイノックスを称賛した。同じく元騎手の田原成貴は、「今回はイクイノックスに歯向かった馬がみんな木っ端みじんにやられたのだ。玉砕覚悟で逃げようが、メイチで追いかけようが、全く歯が立たない。逆らわなかった馬だけが好走するとは皮肉であり、それもまたイクイノックスの無類の強さを際立たせている」と評した。

#### ジャパンカップ

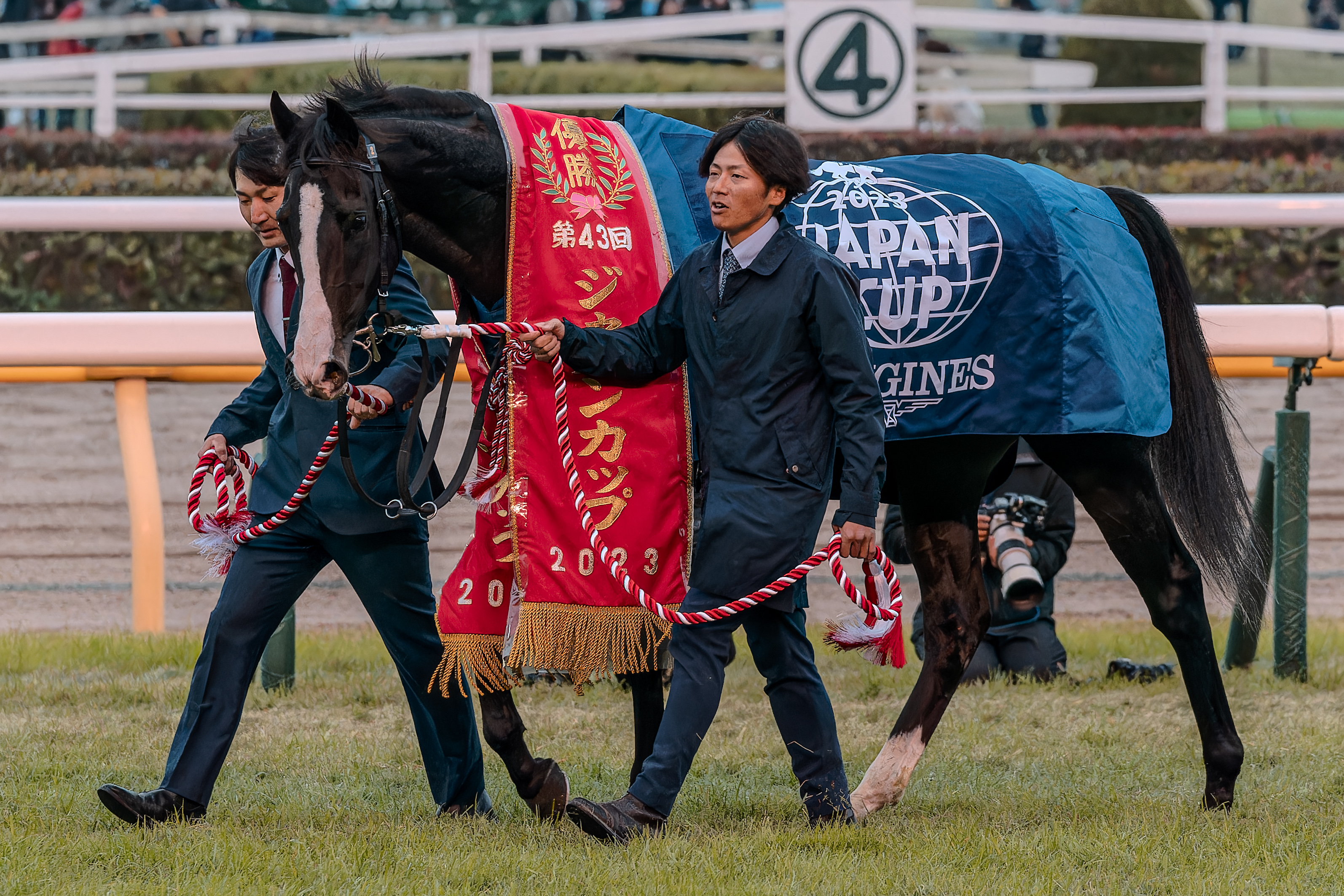
2023年ジャパンカップ

次走として当初の予定通りジャパンカップに出走すると表明した。
11月26日、予定通りジャパンカップに出走。前半1000mを57秒6で通過する大逃げを図ったパンサラッサを追う形で3番手から追走。慌てることなく前を追いかけ、坂の途中で先頭に立つと、2着の三冠牝馬リバティアイランドに4馬身差をつけて完勝。GI6連勝とした。この時の勝ちタイムは2:21.8で、前年に敗れた日本ダービーの優勝タイム及び自身のタイム2:21.9を0.1秒上回った。1着賞金5億円を加え、総獲得賞金は22億1544万6100円となり、史上初となる総賞金額が20億円を超えたと同時に、それまで1位だったアーモンドアイを上回って歴代1位となった。また、ドバイシーマクラシックとの同年制覇となるため指定外国競走の同年の優勝馬に与えられる褒賞金200万米ドルも同時に獲得した。また、父キタサンブラックとのジャパンカップ親子制覇を達成した。ジャパンカップの親子制覇は史上7度目である。天皇賞(秋)・ジャパンカップを連勝するのは史上5頭目で、宝塚記念を含む3連勝はテイエムオペラオー以来23年ぶり2頭目となる。GI6連勝はグレード制が導入された1984年以降では、テイエムオペラオー、ロードカナロアのGI競走の連勝記録に並んだ。芝平地の古馬GⅠ6勝は日本馬歴代最多タイ。さらに、G1競走を6連戦6連勝は日本競馬史上初の記録となる。木村哲也調教師は本競走初制覇。また、クリストフ・ルメールは武豊と並ぶジャパンカップ最多4勝目。そのほかにも、2着にリバティアイランドが入ったため、馬連のオッズが1.8倍となり、2005年の秋華賞を制したエアメサイアと2着馬のラインクラフトと並び、馬連の低額配当タイの記録となった。更に3着に5番人気のスターズオンアースが入ったため、3連単のオッズが11.3倍となったのは、第40回を制したアーモンドアイと2着馬コントレイル、3着馬デアリングタクトの13.4倍を更新し、歴代JRA・GIにおける最低額配当となった他、イクイノックス、リバティアイランドのワイドのオッズが1.3倍となり、2000年の天皇賞（春）を制したテイエムオペラオーと2着馬ラスカルスズカ、3着馬ナリタトップロードなどと並び、ワイドの低額配当タイの記録となった。
鞍上のルメールはレース後のインタビューで「この馬の走りは信じられません。ペースが速かったけど、直線はすぐに反応して、自分でもびっくりした。アクセレーション（加速）がすごかったです。1番枠にリバティアイランドがいての2番枠。タイトルホルダーとパンサラッサの後ろにつけたかったけど、イクイノックスはいいスタートを切りました。後ろにつけて、そこから勝つ自信がありました。イメージ通りです。スーパーホースですね。彼の上では自信をたくさん持ちます。賢い馬で乗りやすい。おとなしい。ポニーみたい。誰でも乗れますよ」と述べた。同レースでイクイノックスの2着となったリバティアイランドの騎手を務めた川田将雅は「全力で挑ませてもらって、素晴らしい走りを見せてくれました。世界一の馬は、さすがに世界一。すごく強かったです。リバティにとって素晴らしい経験ができたので、今後に必ず生きてくると思います」とイクイノックスを称賛した。
イクイノックスの今後について、同馬を所有するシルクレーシングの米本昌史代表は「まずは馬の様子を見て無事を確認して。いろいろな評価をいただけると思うので、これから考えたい」とし、「有馬記念も、ここ（ジャパンカップ）が最後ということも含めて、全てが選択肢になると思います」と話した。

#### 引退

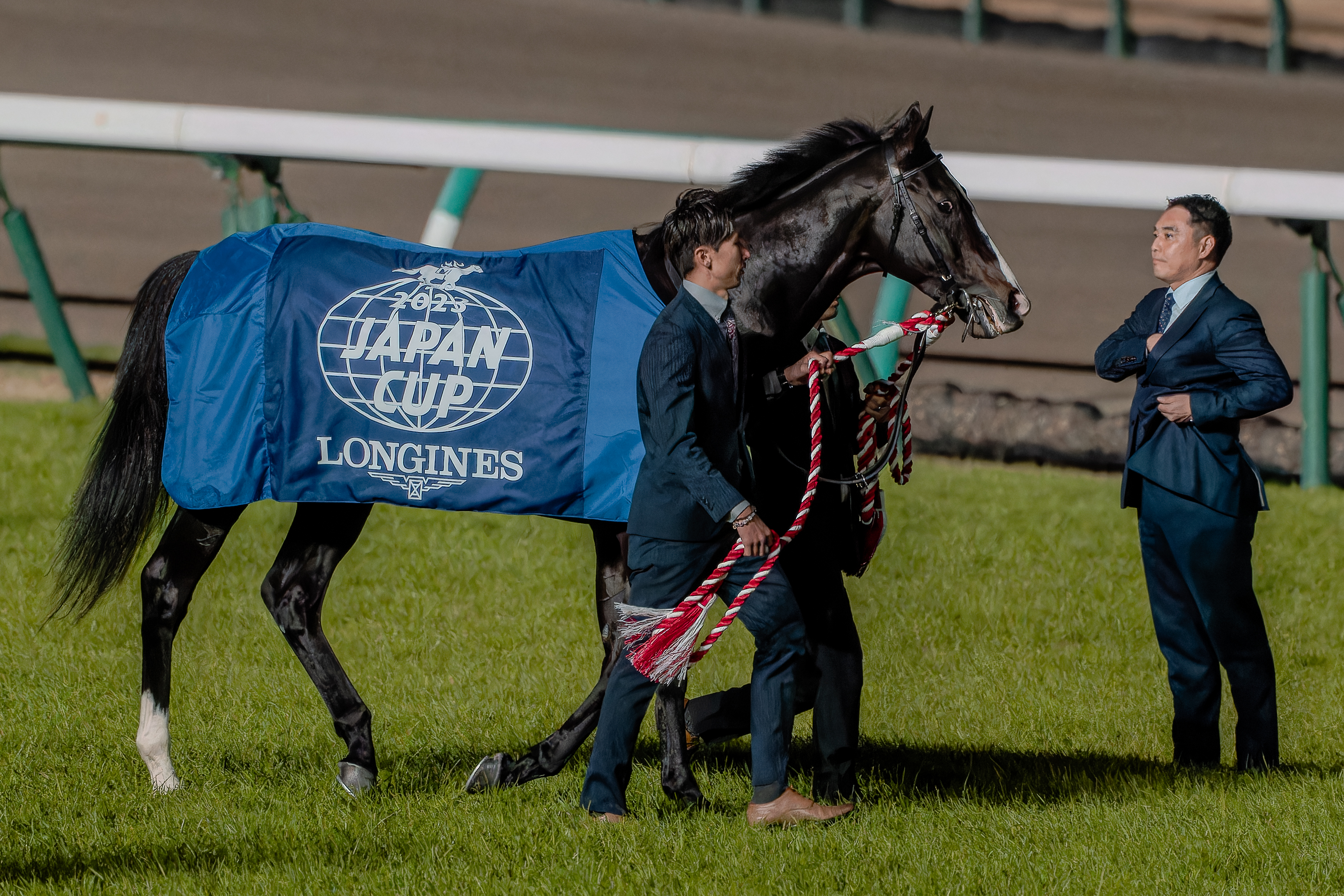
イクイノックス引退式

その後、11月28日にノーザンファーム天栄に放牧に出して、協議を行った結果、11月29日にジャパンカップを最後に有馬記念には出走せず、現役を引退することを決断し、11月30日に現役を引退することがシルクレーシングより正式に発表された。米本代表によれば、秋の天皇賞、ジャパンカップの連戦の疲労もあり、有馬記念を中3週で万全の態勢での出走が難しいとの判断に加え、社台スタリオンステーションから種牡馬入りのオファーがあったことも考慮し、引退・種牡馬入りを決定したと会見で公表している。引退後は社台スタリオンステーションで種牡馬として供用される。
同年12月16日の中山競馬終了後に引退式が行われ、オーナーのシルクレーシング・米本代表、木村調教師、ルメール、阿部孝紀調教助手、楠友廣厩務員、生産者のノーザンファーム・木實谷雄太（現：ノーザンファーム天栄場長）が出席した。同日付でJRAの競走馬登録を抹消された。
なお、種牡馬入りのオファー金額は明言を避けたものの、米本代表によれば「最大規模の評価」だという。初年度種付料は2000万円に設定され、ノーザンファーム代表の吉田勝己によれば、GI競走9勝を挙げたアーモンドアイとの配合も予定していることを明言している。
この現役引退について、キタサンブラックのオーナーだった北島三郎は日刊スポーツの取材に「父であるキタサンブラックの現役時には日本一の称号を頂いたが、イクイノックスは父を超えて世界一の称号に輝いた。この度の華のある引き際に拍手を送るとともに産駒の筆頭として頑張ってくれたことに『ありがとう』と感謝を表したい」とコメントしている。
イクイノックスの引退が発表された11月30日に、JRAはジャパンカップにおけるイクイノックスのレーティングを133ポンドと発表した。この数字は、2019年の有馬記念でリスグラシューが獲得した実質130ポンドを超え、日本国内での最高値である。また、日本調教馬としても、1999年に凱旋門賞2着で134ポンドを与えられたエルコンドルパサーに次ぐ歴代2位の数値である。また、イギリスのタイムフォーム社は、独自方式の「タイムフォームレーティング」にて、ジャパンカップにおけるイクイノックスを日本歴代首位のレーティング136と算定した。
12月28日にはイクイノックスが関係者一同とともに東京競馬記者クラブ賞を受賞した。
翌2024年1月9日、295票中293票という満票近い票を集めて年度代表馬に選出。これにより、2年連続で年度代表馬となった。また、親子で2年連続年度代表馬に選出されるのは史上初の事例となった。
1月23日、2023年度ロンジンワールドベストレースホースランキングが発表された。イクイノックスはジャパンカップで下した馬が有馬記念で上位を独占したことにより、135ポンドに上方修正されて単独世界第1位に輝いた。これは日本馬最高位だった134ポンドを獲得したエルコンドルパサーの評価を越える評価となった。また、2023年度における世界のトップ100GIレースでも自身が勝利したジャパンカップが世界第1位となり、統計史上初めて日本の競走が数多のGI競走の頂点となった。
3月2日にドバイのメイダン競馬場で発表された第7回シェイク・モハメド競馬優秀賞の最優秀競走馬に選出された。

## 種牡馬時代

### 供用
競走馬引退後は、北海道安平町の社台スタリオンステーションに50億円で売却され、種牡馬となった。そして、2023年12月16日の引退式の後に、ノーザンファーム天栄を経由して、2023年12月18日に社台スタリオンステーションに到着し、およそ80人の関係者らに対して元気いっぱいの姿を見せていた。なお、新居は父であるキタサンブラックのいる向かいの馬房となった。
社台スタリオンステーションの発表によれば、イクイノックスの2024年度の種付料は2000万円と発表された。これは同年度のキタサンブラックの種付料と同額である。また、初年度の種付料はディープインパクトとコントレイルの1200万円を更新して、日本競馬史上最高額である。
2024年度の繁殖牝馬との種付頭数は、203頭となった。
2025年の種付け料は前年に続いて2000万円に設定された。

## 競走成績
以下の内容は、JBISサーチ、netkeiba.com、エミレーツ競馬協会およびTotal Performance Dataの情報に基づく。
| 競走日     | 競馬場   | 競走名       | 格  | 距離（馬場）  | 頭 数 | 枠 番 | 馬 番 | オッズ （人気） | 着順 | タイム （上り3F） | 着差  | 騎手        | 斤量 [kg] | 1着馬（2着馬）         | 馬体重 [kg] |
| ---------- | -------- | ------------ | --- | ------------- | ----- | ----- | ----- | --------------- | ---- | ----------------- | ----- | ----------- | --------- | ---------------------- | ----------- |
| 2021.08.28 | 新潟     | 2歳新馬      |     | 芝1800m（良） | 15    | 2     | 2     | 004.60（2人）   | 01着 | R1:47.4（34.5）   | -1.0  | 0C.ルメール | 54        | （メンアットワーク）   | 474         |
| 0000.11.20 | 東京     | 東スポ杯2歳S | GII | 芝1800m（良） | 12    | 1     | 1     | 002.60（1人）   | 01着 | R1:46.2（32.9）   | -0.4  | 0C.ルメール | 55        | （アサヒ）             | 482         |
| 2022.04.17 | 中山     | 皐月賞       | GI  | 芝2000m（良） | 18    | 8     | 18    | 005.70（3人）   | 02着 | R1:59.8（34.6）   | -0.1  | 0C.ルメール | 57        | ジオグリフ             | 492         |
| 0000.05.29 | 東京     | 東京優駿     | GI  | 芝2400m（良） | 18    | 8     | 18    | 003.80（2人）   | 02着 | R2:21.9（33.6）   | -0.0  | 0C.ルメール | 57        | ドウデュース           | 484         |
| 0000.10.30 | 東京     | 天皇賞（秋） | GI  | 芝2000m（良） | 15    | 4     | 7     | 002.60（1人）   | 01着 | R1:57.5（32.7）   | -0.1  | 0C.ルメール | 56        | （パンサラッサ）       | 488         |
| 0000.12.25 | 中山     | 有馬記念     | GI  | 芝2500m（良） | 16    | 5     | 9     | 002.30（1人）   | 01着 | R2:32.4（35.4）   | -0.4  | 0C.ルメール | 55        | （ボルドグフーシュ）   | 492         |
| 2023.03.25 | メイダン | ドバイSC     | G1  | 芝2410m（Gd） | 10    | 6     | 7     | 001.40（1人）   | 01着 | R2:25.65（34.46） | -0.59 | 0C.ルメール | 56.5      | （Westover）           | 計不        |
| 0000.06.25 | 阪神     | 宝塚記念     | GI  | 芝2200m（良） | 17    | 3     | 5     | 001.30（1人）   | 01着 | R2:11.2（34.8）   | -0.0  | 0C.ルメール | 58        | （スルーセブンシーズ） | 492         |
| 0000.10.29 | 東京     | 天皇賞（秋） | GI  | 芝2000m（良） | 11    | 6     | 7     | 001.30（1人）   | 01着 | R1:55.2（34.2）   | -0.4  | 0C.ルメール | 58        | （ジャスティンパレス） | 494         |
| 0000.11.26 | 東京     | ジャパンC    | GI  | 芝2400m（良） | 18    | 1     | 2     | 001.30（1人）   | 01着 | R2:21.8（33.5）   | -0.7  | 0C.ルメール | 58        | （リバティアイランド） | 498         |

- タイム欄のRはレコード勝ちを示す
- 海外の競走の「枠番」欄にはゲート番を記載

## 評価
- 2023年のドバイシーマクラシックで実況を担当したLarry Collmus氏は最終直線で後続と突き放すイクイノックスを「Here is the Titan of the world's turf ! He is Equinox !（世界の芝を制する巨人！彼の名はイクイノックス！）」と表現した。[105]
- 2023年のドバイシーマクラシックで2着だったウエストオーバーの陣営はレース後「彼の行くところには近づかない」と明言している[106]。
- ドバイシーマクラシックの後、ルメールは「イクイノックスはフランケルやトレヴと同じ素質を持っている」と称賛した[107]。
- 2023年の天皇賞・秋の後、バウルジャン・ムルザバエフは「レーティングだけでなく、本当に世界のベストホースだと思う。まるでフランケルのようだね」、オリビエ・ペリエは「好位置で楽に追走しているし、見るからに乗りやすそうだね。間違いなくチャンピオンホースだね。いや、スーパースターだよ」と称賛した[108]。
- 2023年のジャパンカップでリバティアイランドに騎乗しイクイノックスと対戦した川田将雅は、イクイノックスを「現代日本競馬における『答え』であり、日本競馬史上最強の馬」と評価した[109]。
- JRA-VANはイクイノックスを「日本競馬の歴史を塗り替える最強」「名実ともに史上最強の座に就いた」と紹介している[110]。
- 一部メディアでは「蒼き天才」や「世界一の馬」と呼ばれていた[111]。
- JRAの吉田正義理事長は、イクイノックスが135ポンドを獲得したことについて「日本の競馬が一つの大志を成し遂げた。大変喜ばしいことで、関係者すべての努力の結晶」と発言している[112]。
- イクイノックスと5度対戦したジャスティンパレスの調教師である杉山晴紀は、イクイノックスについて「欠点がなくて、ある意味、サラブレッドの理想の形。そう言える走りでした。調教師として、いつかあんな馬に巡り合いたいと思う、偉大な馬です」と賛辞した[113]。
- 社台スタリオンステーションのスタッフは、netkeibaTVのインタビュー内にて「日本の馬産ならではの特徴が生んだ名馬なのだと考えています。レースでのパフォーマンスや、馬体、歩様を見ると、血統表にある個性の強い各馬の要素が高いレベルで融合したことで、全ての能力メーターが振り切れたような、あの走りができたのだと思えてきます。（中略）5代血統表を見渡すだけでも、3頭の凱旋門賞馬やキングジョージ勝ち馬といった欧州の名馬がいて、それでいて名スプリンターの血も複数持ち、もちろんサンデーサイレンスが生み出したディープインパクトの兄、そして名種牡馬ヌレイエフの血も流れていて…。様々な血脈をバランス良く織り重ねたような構成で、全てを良いとこ取りしたような馬なのだと思います」と答えている[114][115]。
- オーストラリアのメディアであるThoroughbred Racingは、イクイノックスの業績はフランケル・フライトライン・ウィンクスに次ぐ」と評価している[116]。
- また、イクイノックス引退後のnetkeibaのインタビューにてルメールは「(2023年の天皇賞(秋)について)ライバルはあまり居なかったですね。なのでジャパンカップへの良いトライアルレースになりました。G1天皇賞(秋)という大きな舞台でのレースでしたけど、イクイノックスにとっては未勝利戦のようでした。」と語っている。[117]

## 血統表
| イクイノックスの血統            | イクイノックスの血統                           | イクイノックスの血統                           | （血統表の出典）                               | （血統表の出典）        |
| 父系                            | サンデーサイレンス系（ヘイロー系）             | サンデーサイレンス系（ヘイロー系）             | サンデーサイレンス系（ヘイロー系）             | [ § 2 ]                 |
| 父 キタサンブラック 2012 鹿毛   | 父の父ブラックタイド 2001 黒鹿毛               | *サンデーサイレンス                            | Halo                                           | Halo                    |
| 父 キタサンブラック 2012 鹿毛   | 父の父ブラックタイド 2001 黒鹿毛               | *サンデーサイレンス                            | Wishing Well                                   |                         |
| 父 キタサンブラック 2012 鹿毛   | 父の父ブラックタイド 2001 黒鹿毛               | *ウインドインハーヘア                          | Alzao                                          | Alzao                   |
| 父 キタサンブラック 2012 鹿毛   | 父の父ブラックタイド 2001 黒鹿毛               | *ウインドインハーヘア                          | Burghclere                                     |                         |
| 父 キタサンブラック 2012 鹿毛   | 父の母シュガーハート 2005 鹿毛                 | サクラバクシンオー                             | サクラユタカオー                               | サクラユタカオー        |
| 父 キタサンブラック 2012 鹿毛   | 父の母シュガーハート 2005 鹿毛                 | サクラバクシンオー                             | サクラハゴロモ                                 |                         |
| 父 キタサンブラック 2012 鹿毛   | 父の母シュガーハート 2005 鹿毛                 | オトメゴコロ                                   | *ジャッジアンジェルーチ                        | *ジャッジアンジェルーチ |
| 父 キタサンブラック 2012 鹿毛   | 父の母シュガーハート 2005 鹿毛                 | オトメゴコロ                                   | *テイズリー                                    |                         |
| 母 シャトーブランシュ 2010 鹿毛 | 母の父キングヘイロー 1995 鹿毛                 | *ダンシングブレーヴ                            | Lyphard                                        | Lyphard                 |
| 母 シャトーブランシュ 2010 鹿毛 | 母の父キングヘイロー 1995 鹿毛                 | *ダンシングブレーヴ                            | Navajo Princess                                |                         |
| 母 シャトーブランシュ 2010 鹿毛 | 母の父キングヘイロー 1995 鹿毛                 | *グッバイヘイロー                              | Halo                                           | Halo                    |
| 母 シャトーブランシュ 2010 鹿毛 | 母の父キングヘイロー 1995 鹿毛                 | *グッバイヘイロー                              | Pound Foolish                                  |                         |
| 母 シャトーブランシュ 2010 鹿毛 | 母の母ブランシェリー 1998 鹿毛                 | *トニービン                                    | *カンパラ                                      | *カンパラ               |
| 母 シャトーブランシュ 2010 鹿毛 | 母の母ブランシェリー 1998 鹿毛                 | *トニービン                                    | Severn Bridge                                  |                         |
| 母 シャトーブランシュ 2010 鹿毛 | 母の母ブランシェリー 1998 鹿毛                 | メゾンブランシュ                               | Alleged                                        | Alleged                 |
| 母 シャトーブランシュ 2010 鹿毛 | 母の母ブランシェリー 1998 鹿毛                 | メゾンブランシュ                               | *ブランシユレイン                              |                         |
| 母系(F-No.)                     | ブランシユレイン(FR)系(FN:16-b)                | ブランシユレイン(FR)系(FN:16-b)                | ブランシユレイン(FR)系(FN:16-b)                | [ § 3 ]                 |
| 5代内の近親交配                 | Halo S4×M4 = 12.50%、Lyphard M4×S5×S5 = 12.50% | Halo S4×M4 = 12.50%、Lyphard M4×S5×S5 = 12.50% | Halo S4×M4 = 12.50%、Lyphard M4×S5×S5 = 12.50% | [ § 4 ]                 |
| 出典                            | 1. 2. 3. 4.                                    | 1. 2. 3. 4.                                    | 1. 2. 3. 4.                                    | 1. 2. 3. 4.             |

- 母シャトーブランシュは2015年のマーメイドステークスの勝ち馬。
- 父の父ブラックタイドは2005年の中央競馬クラシック三冠ディープインパクトの全兄。
- 半兄にヴァイスメテオール（父：キングカメハメハ）（ラジオNIKKEI賞）[120]、近親にブランディス（中山大障害、中山グランドジャンプ）がいる[122]。